# ミカライ・シグネヴィチ
ミカライ・ヤウヘナヴィチ・シグネヴィチ（ベラルーシ語: Мікалай Яўгенавіч Сігневіч; ロシア語: Николай Евгеньевич Сигневич、1992年2月20日 - ）は、ベラルーシのサッカー選手。ベラルーシ代表。ポジションはFW。 

## クラブ歴
FCディナモ・ブレスト出身で2014年にFC BATEボリソフに移籍した。2017年にはFCプラタニアスにレンタル移籍した。

## 代表歴
2014年11月15日に行われたUEFA EURO 2016予選・グループC・スペイン代表戦でセルゲイ・コルニレンコと途中交代して代表初出場。3日後の18日に行われたメキシコ代表戦で初得点を記録した。

## 個人成績
2017年12月10日現在
代表での得点一覧
| # | 日附           | 場所                       | 対戦相手 | 得点 | 結果 | 大会     |
| - | -------------- | -------------------------- | -------- | ---- | ---- | -------- |
| 1 | 2014年11月18日 | ボリソフ・ボリソフ・アレナ | メキシコ | 2–2  | 3–2  | 親善試合 |

## タイトル
BATEボリソフ
- ベラルーシ・プレミアリーグ: 2014, 2015, 2016, 2017, 2018
- ベラルーシ・カップ: 2014-15
- ベラルーシ・スーパーカップ: 2014, 2017

フェレンツヴァーロシュ
- ネムゼティ・バイノクシャーグI: 2018-19